# Pseudochalcotheomima
Pseudochalcotheomima är ett släkte av skalbaggar. Pseudochalcotheomima ingår i familjen Cetoniidae.
Kladogram enligt Catalogue of Life:
| Pseudochalcotheomima | \| \| Pseudochalcotheomima allardi \| \| \| \| \| \| Pseudochalcotheomima compacta \| \| \| \| |
|                      | \| \| Pseudochalcotheomima allardi \| \| \| \| \| \| Pseudochalcotheomima compacta \| \| \| \| |
|                      | Pseudochalcotheomima allardi                                                                   |
|                      |                                                                                                |
|                      | Pseudochalcotheomima compacta                                                                  |
|                      |                                                                                                |